# Daniel Bernard (homme politique)
Pour les articles homonymes, voir Daniel Bernard et Bernard.
Daniel Bernard, né le 28 juillet 1959 à Disraëli,  est un ingénieur et homme politique québécois.
Il est député à l'Assemblée nationale du Québec de la circonscription de Rouyn-Noranda–Témiscamingue sous la bannière du Parti libéral du Québec de 2003 à 2007 et de 2008 à 2012. Depuis les élections du 3 octobre 2022, il est de nouveau député de cette circonscription mais pour la CAQ.

## Biographie
Né le 28 juillet 1959 à Disraëli, Daniel Bernard étudie à l'Université Laval en génie géologique, où il obtient un baccalauréat en 1982 puis une maîtrise en 1987. Il obtient par la suite à l'Université du Québec à Montréal un MBA.  Il occupe divers postes dans l'industrie minière et devient entre 1999 et 2001 directeur général de l'Association de l'exploration minière du Québec.
Élu député du libéral dans la circonscription électorale provinciale de Rouyn-Noranda—Témiscamingue en Abitibi-Témiscamingue lors de l'élection de 2003, il est défait par la péquiste Johanne Morasse en 2007. À nouveau élu en 2008. Il ne s'est pas représenté à l'élection générale québécoise de 2012 et s'est retiré de la vie politique.
En 2022, il sort de sa retraite politique et se présente comme candidat de la Coalition avenir Québec de nouveau dans la circonscription de Rouyn-Noranda-Témiscamingue. Le 3 octobre 2022, il est réélu avec plus de 45 % des voix.

## Controverse
Selon les informations de Radio-Canada, Bernard était inscrit lobbyiste pour les minières de la région incluant Glencore qui est propriété de la Fonderie Horne. Il le fut jusqu'à son élection comme député de la circonscription de Rouyn-Noranda–Témiscamingue, mais il était toujours lobbyiste lors de sa première rencontre avec François Legault le 29 septembre 2022. Le but du lobbying était de tenter de convaincre le gouvernement du Québec, notamment le ministère de l'Environnement, de simplifier le processus d'autorisation des projets et de réduire les normes environnementales à respecter.
En réponse, Daniel Bernard a affirmé de n'avoir rien à se reprocher et explique que l'Association minière du Québec (AMQ) a oublié de retirer son nom sur un mandat d'il y a 4-5 ans.
En mai 2025, il confirme qu'il a quitté sa circonscription pour s'installer en Estrie. Cette décision, motivée par des raisons familiales, survient alors qu'il est au centre d'une controverse liée à des propos tenus à l'émission Des matins en or, où il a déploré le manque de représentation régionale au sein du conseil des ministres de la CAQ et du manque d'investissements dans sa région. Ses déclarations, perçues comme une critique de son propre parti, ont entraîné des excuses publiques, acceptées par le premier ministre. Bien qu'il affirme conserver un pied-à-terre dans la région et rester disponible pour les citoyens, ce déménagement hors circonscription a suscité des réactions quant à sa présence sur le terrain et à ses intentions en vue des élections de 2026, qu'il n'a pas souhaité préciser.

## Résultats électoraux
|                                                                                               | Nom                                 | Parti            | Nombre de voix | %      | Maj.  |
| --------------------------------------------------------------------------------------------- | ----------------------------------- | ---------------- | -------------- | ------ | ----- |
|                                                                                               | Daniel Bernard                      | Coalition avenir | 12 975         | 45,2 % | 4 085 |
|                                                                                               | Émilise Lessard-Therrien (sortante) | Québec solidaire | 8 890          | 30,9 % | -     |
|                                                                                               | Jean-François Vachon                | Parti québécois  | 3 232          | 11,2 % | -     |
|                                                                                               | Robert Daigle                       | Conservateur     | 2 202          | 7,7 %  | -     |
|                                                                                               | Arnaud Warolin                      | Libéral          | 1 255          | 4,4 %  | -     |
|                                                                                               | Chantal Corswarem                   | Vert             | 178            | 0,6 %  | -     |
| Total                                                                                         | Total                               | Total            | 28 732         | 100 %  |       |
| Le taux de participation lors de l'élection était de 64,9 % et 310 bulletins ont été rejetés. |                                     |                  |                |        |       |

|                                                                                               | Nom                        | Parti               | Nombre de voix | %      | Maj.  |
| --------------------------------------------------------------------------------------------- | -------------------------- | ------------------- | -------------- | ------ | ----- |
|                                                                                               | Daniel Bernard             | Libéral             | 10 358         | 42,3 % | 1 754 |
|                                                                                               | Johanne Morasse (sortante) | Parti québécois     | 8 604          | 35,1 % | -     |
|                                                                                               | Paul-Émile Barbeau         | Action démocratique | 4 111          | 16,8 % | -     |
|                                                                                               | Guy Leclerc                | Québec solidaire    | 1 413          | 5,8 %  | -     |
| Total                                                                                         | Total                      | Total               | 24 486         | 100 %  |       |
| Le taux de participation lors de l'élection était de 57,6 % et 276 bulletins ont été rejetés. |                            |                     |                |        |       |